# Sarah Hegazi
Sarah Hegazi (în arabă: سارة حجازي ; 1990 – 14 iunie 2020) a fost o activistă egipteană pentru drepturile omului  si ale comunității LGBT. Arestată, în urma presiunii opiniei publice internaționale pentru a o elibera, a obținut azil politic și locuia în Canada. Suferind de sindromul de stres posttraumatic in urma torturii în închisoare în Egipt, s-a sinucis pe 14 iunie 2020.

## Biografie

### Educație
În 2010, Hegazi a absolvit facultatea de Sisteme de informații de la Thebas Academy, continuând studiile la Universitatea Americană din Cairo în 2016. Prin e-learning, a finalizat studii ulterioare în „Feminism și justiție Socială”, „Metode de cercetare”, „Diversitate și incluziune la locul de muncă” și „Înțelegerea violenței” la Universitatea din California, Santa Cruz, Școala de studii orientale și africane (SOAS), Universitatea din Pittsburgh și Universitatea Emory. 

### Arestare
Pe 22 septembrie 2017, Sarah Hegazi a participat la un concert al trupei libaneze Machrou' Leila, al cărui cântăreț, Hamed Sinno, este gay declarat, când a fost arestată împreună cu un grup de alte persoane pentru că a fluturat un steag curcubeu în sprijinul drepturilor LGBT. Arestarea sa a coincis cu răspunsul represiv al Egiptului de toleranță zero pentru a pune capăt sprijinului public pentru drepturile LGBT în țară. Încarcerată, bătută și maltratată de alți deținuți, a fost eliberată pe cauțiune și a fost amendată cu 2.000 de lire egiptene (aproximativ 113 dolari). După ce a obținut azil politic, s-a mutat ulterior în Canada. 

### Viziunea politică
Pe Instagram s-a descris ca fiind „Super comunistă, Super Gay, Super feministă”; susținătoare al Partidului pentru pâine și libertate în timp ce locuia în Egipt, a făcut parte din Rețeaua socialistă de primăvară, odată ce a ajuns în Canada. Hegazi a spus că a fost concediată de la muncă pentru că s-a opus regimului lui Abdel Fattah el-Sisi în Egipt. La nouă ani de la revoluția egipteană din 2011, Hegazi a scris că „vechiul regim va încerca orice, chiar sacrificând icoane importante ale regimului său, să rămână la putere sau să-și recâștige puterea”, descriind președintele Sisi drept „cel mai asuprit și mai violent dictator în istoria noastră modernă ” și că „revoluționarii cred că bătălia este de clasă”. Hegazi a mai spus că în urma revoluției incomplete „majoritatea noastră suntem acum în mormânt, în închisoare sau în exil”. 

## Cultura de masă
O scurtă scrisoare scrisă în arabă atribuită lui Hegazi a circulat pe social media după moartea sa. În scrisoare spunea: Fraților mei, am încercat să supraviețuiesc, dar nu am reușit. Pentru prietenii mei, experiența a fost grea și eram prea slabă pentru a lupta. Lumei, ai fost crudă cu adevărat, dar te iert. Știrea morții sale a fost preluată de ziare și agenții de presă precum CNN și Reuters, iar comunitățile LGBTQI și-au exprimat condoleanțele amintind activismul său  . Hamed Sinno a adus un omagiu Sarei Hegazi pe profilul său de Facebook. Revista socialistă canadiană Spring a publicat un necrolog al Valeriei Lennon în care aceasta scria: „Îmi amintesc că ai spus că nu m-am simțit niciodată la fel de viu ca în timpul revoluției. În onoarea sa și pentru a ne satisface simțul vieții, este datoria noastră să continuăm să luptăm pentru revoluție aici, în Egipt și în toată lumea".

## Vezi și
- Drepturile LGBT în Egipt